# Публій Манлій Капітолін
Пу́блій Ма́нлій Капітолі́н (лат. Publius Manlius Capitolinus; V—IV століття до н. е.) — політик і військовий діяч Римської республіки, дворазовий військовий трибун з консульською владою (консулярний трибун) 379 і 367 років до н. е.

## Біографічні відомості
Походив з древнього патриціанського роду Манліїв. Про батьків, молоді роки його відомостей немає. 

### Перша трибунська каденція
У 379 році до н. е. його було вперше обрано військовим трибуном з консульською владою разом з Луцієм Юлієм Юлом, Гаєм Секстілієм, Марком Альбінієм, Луцієм Антістієм, Гаєм Манлієм Вульсоном, Публієм Требонієм і Гаєм Еренуцієм. Під час цієї каденції разом з іншим патрицієм — колегою (можливо й родичем) Гаєм Манлієм Вульсоном Публій Манлій без жеребу був призначений вести почесні військові дії проти вольсків, тоді як інші трибуни того року плебейського походження були від цього усунуті. Але вони бездарно керували військами, потрапили у засідку і були розбиті, на щастя для Риму вольски не стали розвивати свій успіх. 

### Диктаторський термін
368 року в розпал політичної боротьби між плебеями і патриціями, щоб визначити майбутній політичний порядок в Римі, а також для визначення питання про заборгованості плебеїв і їхнього подальшого поневолення, якщо борги не виплачені, народні трибуни Луцій Секстій Латеран і Гай Ліциній Кальв Столон привели племена голосувати на користь плебеїв, незважаючи на вето, накладене іншими народними трибунами. Сенат, повністю контрольований патриціями, призначив Марка Фурия Камілла диктатором аби не допустити голосування законів, запропонованих Ліцинієм і Секстом. А після його досить швидкої відставки через неможливість що-небудь зробити, диктатором було призначено Публія Манлія і того року вдалось відвернути прийняття цих законів.

### Друга трибунська каденція
367 року до н. е. його було вдруге обрано військовим трибуном з консульською владою разом із Марком Геганієм Мацеріном, Луцієм Ветурієм Крассом Цікуріном, Марком Корнелієм Малугіненом, Авлом Корнелієм Коссом і Публієм Валерієм Потітом Публіколою. Під час цієї каденції після звістки про наближення до Риму галів вп'яте Марка Фурія Камілла було обрано диктатором. Цього року посада військових трибунів з консульською владою була скасована через те, що народні трибуни Луцій Секстій Латеран і Гай Ліциній Кальв Столон зрештою провели через сенат закон, згідно з яким один з консулів мав бути обов'язково з плебеїв.
Про подальшу долю Публія Манлія Капітоліна відомостей не збереглося.